# 단파 청취
단파 청취(shortwave listening)는 3MHz - 30MHz사이의 주파수대인 단파를 수신할 수 있는 장치를 이용하여 단파 라디오 방송을 청취하는 행위를 말한다. 이를 다른 용어로 BCL(BroadCasting Listening; 일본에서 쓰이는 용어), SWL(Short Wave Listening; 영어권 용어) 등으로 하기도 한다. 조선민주주의인민공화국, 미얀마 등의 정권에서는 국민들이 자유롭게 외국의 문화와 소식을 접하는 것이 가능한 단파청취를 엄격하게 규제하고 있다. 이러한 규제에 저항하기 위해서 국제 인권 단체 등에서는 풍선 등에 매달아 전달하거나 하여 단파 라디오를 이들 나라에 보급하는 운동을 벌이고 있다. 스마트폰과 LTE가 대중화된 지역에서는 전 세계 라디오를 들을 수 있는 어플리케이션이 단파라디오 구입보다 훨씬 낫다.

## 같이 보기
- 단파 방송
- 아마추어 무선
- 단파 방송 밀청 사건
- 단파수신기
- 단파